# Capilla de la Santísima Trinidad (Villalba del Alcor)
La actual Capilla de la Santísima Trinidad se encuentra situada en la Plaza del mismo nombre, en pleno centro de la localidad onubense de Villalba del Alcor. Reedificada en 1977 sobre el solar de la anterior Ermita, datada al menos desde el siglo XVII.
En ella tiene su sede canónica la Hermandad de la Santísima Trinidad, del Santo Rosario y de la Santa Cruz de Nuestro Señor Jesucristo.
Es de planta rectangular, en su interior alberga a los titulares de la citada hermandad, la Santísima Trinidad y la Santa Cruz. Cuenta con un retablo neobarroco obra de Manuel Guzmán Bejarano, al igual que con decoración cerámica de Juan Aragón Cuesta.